# Nederlandse kampioenschappen atletiek 1964

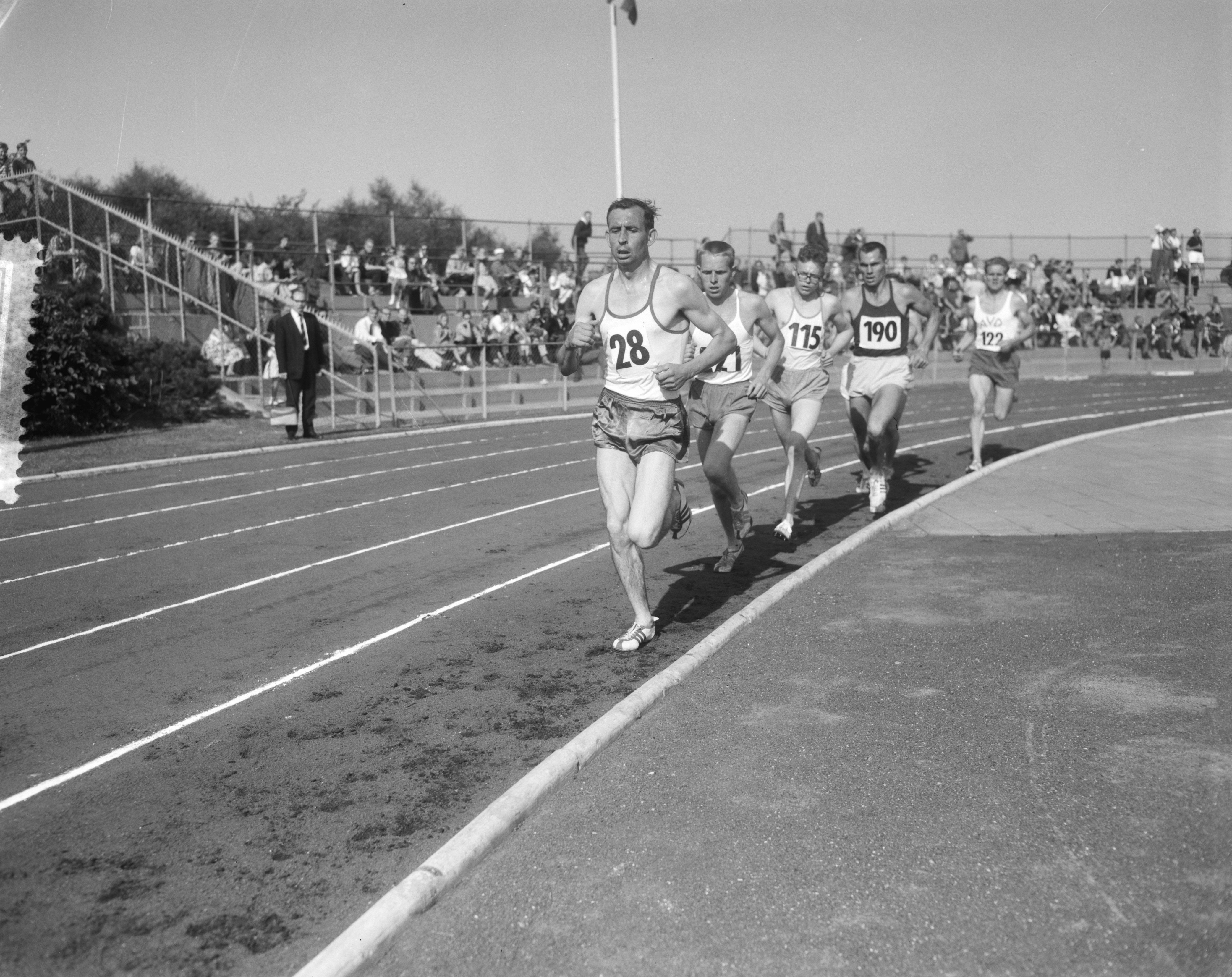
De 5000 meter (Joep Delnoye)

In 1964 werden de Nederlandse kampioenschappen atletiek gehouden op 22 en 23 augustus op de sintelbaan van het sportpark Adrichem in Beverwijk. De organisatie lag in handen van het district Noord-Holland van de KNAU. De weersomstandigheden waren ideaal.
Het Nederlands kampioenschap de 3000 m steeple werd op 7 en 8 augustus gehouden in Rotterdam op de Nenijto-sintelbaan.
Het Nederlands kampioenschap tienkamp (heren) vond op 5 en 6 september plaats in het Dieckmanstadion in Enschede en de vijfkamp (dames) op 26 en 27 september in het complex "De Vijf Sluizen" in Vlaardingen.

## Uitslagen

### 100 m
| rang   | atleet        | prestatie |
| ------ | ------------- | --------- |
| Goud   | Frans Luitjes | 10,4 s    |
| Zilver | Bob Vos       | 10,7 s    |
| Brons  | Ron Popma     | 10,7 s    |

| rang   | atlete           | prestatie |
| ------ | ---------------- | --------- |
| Goud   | Joke Bijleveld   | 11,7 s    |
| Zilver | Ellen Joacim-Ort | 11,8 s    |
| Brons  | Corrie Bakker    | 11,9 s    |

### 200 m
| rang   | atleet          | prestatie |
| ------ | --------------- | --------- |
| Goud   | Rob Heemskerk   | 21,6 s    |
| Zilver | Fred van Herpen | 21,7 s    |
| Brons  | Ron Popma       | 22,1 s    |

| rang   | atlete               | prestatie |
| ------ | -------------------- | --------- |
| Goud   | Lia Hinten           | 24,4 s    |
| Zilver | Ellen Joacim-Ort     | 24,8 s    |
| Brons  | Tilly van der Zwaard | 24,9 s    |

### 400 m
| rang   | atleet          | prestatie |
| ------ | --------------- | --------- |
| Goud   | Fred van Herpen | 47,9 s    |
| Zilver | Tjerk Vellinga  | 48,9 s    |
| Brons  | Sjouke Tel      | 49,8 s    |

| rang   | atlete               | prestatie |
| ------ | -------------------- | --------- |
| Goud   | Tilly van der Zwaard | 55,1 s    |
| Zilver | Hilda van Doorn      | 55,9 s    |
| Brons  | Martha Leidekkers    | 59,6 s    |

### 800 m
| rang   | atleet        | prestatie |
| ------ | ------------- | --------- |
| Goud   | Chris Konings | 1.51,8    |
| Zilver | Harry Janssen | 1.54,4    |
| Brons  | Henny Smit    | 1.55,5    |

| rang   | atlete              | prestatie |
| ------ | ------------------- | --------- |
| Goud   | Gerda Kraan         | 2.06,7    |
| Zilver | Jannie van Eyck-Vos | 2.07,0    |
| Brons  | Hilda van Doorn     | 2.13,6    |

### 1500 m
| rang   | atleet           | prestatie |
| ------ | ---------------- | --------- |
| Goud   | Henk Snepvangers | 3.48,3    |
| Zilver | Piet Deelstra    | 3.51,0    |
| Brons  | Gijs de Bode     | 3.51,9    |

### 5000 m
| rang   | atleet          | prestatie |
| ------ | --------------- | --------- |
| Goud   | No op den Oordt | 14.34,2   |
| Zilver | Joep Delnoye    | 14.34,8   |
| Brons  | Piet Beelen     | 14.37,8   |

### 10.000 m
| rang   | atleet          | prestatie |
| ------ | --------------- | --------- |
| Goud   | Joep Delnoye    | 30.50,2   |
| Zilver | Jan Schooltink  | 31.02,2   |
| Brons  | Fons Veldhuizen | 31.20,0   |

### 110 m horden/80 m horden
| rang   | atleet        | prestatie |
| ------ | ------------- | --------- |
| Goud   | Eef Kamerbeek | 14,9 s    |
| Zilver | Marius Bos    | 15,0 s    |
| Brons  | Bert Krijnen  | 15,1 s    |

| rang   | atlete              | prestatie |
| ------ | ------------------- | --------- |
| Goud   | Lia Hinten          | 10,8 s    |
| Zilver | Marja van der Staal | 11,7 s    |
| Brons  | Liberta Lansink     | 11,8 s    |

### 400 m horden
| rang   | atleet         | prestatie |
| ------ | -------------- | --------- |
| Goud   | Marius Bos     | 53,8 s    |
| Zilver | Harry Dost     | 54,2 s    |
| Brons  | Jan Parlevliet | 54,8 s    |

### 3000 m steeple
| rang   | atleet              | prestatie |
| ------ | ------------------- | --------- |
| Goud   | Wil Willems         | 9.20,0    |
| Zilver | Jacques van Eekelen | 9.21,8    |
| Brons  | Rinus de Schipper   | 9.34,4    |

### Verspringen
| rang   | atleet            | prestatie |
| ------ | ----------------- | --------- |
| Goud   | Leo de Winter     | 7,43 m    |
| Zilver | Joop Kant         | 7,15 m    |
| Brons  | Harold Ranschaert | 7,13 m    |

| rang   | atlete           | prestatie |
| ------ | ---------------- | --------- |
| Goud   | Joke Bijleveld   | 6,26 m    |
| Zilver | Corrie Bakker    | 6,09 m    |
| Brons  | Ellen Joacim-Ort | 6,08 m    |

### Hink-stap-springen
| rang   | atleet       | prestatie |
| ------ | ------------ | --------- |
| Goud   | Henk Evers   | 14,85 m   |
| Zilver | Joop Kant    | 14,53 m   |
| Brons  | Kees de Kort | 14,31 m   |

### Hoogspringen
| rang   | atleet        | prestatie |
| ------ | ------------- | --------- |
| Goud   | Rein Knol     | 1,88 m    |
| Zilver | Bert Krijnen  | 1,85 m    |
| Brons  | Harry Dewaide | 1,85 m    |

| rang   | atlete              | prestatie |
| ------ | ------------------- | --------- |
| Goud   | Marjan Thomas       | 1,58 m    |
| Zilver | Corrie Bleeker-Duyn | 1,55 m    |
| Brons  | Liberta Lansink     | 1,55 m    |

### Polsstokhoogspringen
| rang   | atleet         | prestatie |
| ------ | -------------- | --------- |
| Goud   | Fred Krikke    | 3,80 m    |
| Zilver | Jan de Vries   | 3,70 m    |
| Brons  | Wim Westerveld | 3,60 m    |

### Kogelstoten
| rang   | atleet            | prestatie |
| ------ | ----------------- | --------- |
| Goud   | Piet van der Kruk | 15,69 m   |
| Zilver | Henk van Aarst    | 14,91 m   |
| Brons  | Herman Timme      | 14,68 m   |

| rang   | atlete           | prestatie |
| ------ | ---------------- | --------- |
| Goud   | Loes Boling      | 14,81 m   |
| Zilver | Corrie van Wijk  | 14,65 m   |
| Brons  | Els van Noorduyn | 14,31 m   |

### Discuswerpen
| rang   | atleet       | prestatie |
| ------ | ------------ | --------- |
| Goud   | Kees Koch    | 55,35 m   |
| Zilver | Ben Rebel    | 49,22 m   |
| Brons  | Herman Timme | 49,10 m   |

| rang   | atlete                       | prestatie |
| ------ | ---------------------------- | --------- |
| Goud   | Loes Boling                  | 47,75 m   |
| Zilver | Corrie Roovers-van den Bosch | 42,92 m   |
| Brons  | Esther Goedhart-Schot        | 42,06 m   |

### Speerwerpen
| rang   | atleet               | prestatie |
| ------ | -------------------- | --------- |
| Goud   | Piet Olofsen         | 68,60 m   |
| Zilver | Frans van der Heyden | 64,40 m   |
| Brons  | Jan van Heek         | 60,29 m   |

| rang   | atlete                    | prestatie |
| ------ | ------------------------- | --------- |
| Goud   | Wil Hulshof-van Montfoort | 44,63 m   |
| Zilver | Henny de Bruin            | 41,83 m   |
| Brons  | Carry Piller              | 40,37 m   |

### Kogelslingeren
| rang   | atleet         | prestatie |
| ------ | -------------- | --------- |
| Goud   | Jan Romani     | 58,27 m   |
| Zilver | Wim Schoemaker | 47,94 m   |
| Brons  | Ben Rebel      | 46,57 m   |

### Tienkamp/Vijfkamp
| rang   | atleet        | prestatie |
| ------ | ------------- | --------- |
| Goud   | Eef Kamerbeek | 7410 p    |
| Zilver | Jan van Heek  | 6104 p    |
| Brons  | Wim Thissen   | 6060 p    |

| rang   | atlete           | prestatie |
| ------ | ---------------- | --------- |
| Goud   | Ellen Joacim-Ort | 4469 p    |
| Zilver | Corrie Bakker    | 4381 p    |
| Brons  | Liberta Lansink  | 4137 p    |

### Marathon
| rang   | atleet           | prestatie |
| ------ | ---------------- | --------- |
| Goud   | Joop van de Berg | 2.38.40,4 |
| Zilver | Jacques Smits    | 2.40.04,0 |
| Brons  | Jacques Kraan    | 2.46.09,9 |

### 20 km snelwandelen
| rang   | atleet          | prestatie |
| ------ | --------------- | --------- |
| Goud   | Cees den Elzen  | 1.38.06,0 |
| Zilver | Peter van Soest | 1.37.43,0 |
| Brons  | Jan van Dijk    | 1.41.46,0 |

### 50 km snelwandelen
| rang   | atleet          | prestatie |
| ------ | --------------- | --------- |
| Goud   | Jan van Dijk    | 4.50.31,6 |
| Zilver | Peter van Soest | 5.04.20,0 |
| Brons  | Jan Kon         | 4.5027,0  |

1904 · 
1908 · 
1909 · 
1910 · 
1911 · 
1912 · 
1913 · 
1914 · 
1915 · 
1917 · 
1918 · 
1919 · 
1920 · 
1921 · 
1922 · 
1923 · 
1924 · 
1925 · 
1926 · 
1927 · 
1928 · 
1929 · 
1930 · 
1931 · 
1932 · 
1933 · 
1934 · 
1935 · 
1936 · 
1937 · 
1938 · 
1939 · 
1940 · 
1941 · 
1942 · 
1943 · 
1944 · 
1946 · 
1947 · 
1948 · 
1949 · 
1950 · 
1951 · 
1952 · 
1953 · 
1954 · 
1955 · 
1956 · 
1957 · 
1958 · 
1959 · 
1960 · 
1961 · 
1962 · 
1963 · 
1964 · 
1965 · 
1966 · 
1967 · 
1968 · 
1969 · 
1970 · 
1971 · 
1972 · 
1973 · 
1974 · 
1975 · 
1976 · 
1977 · 
1978 · 
1979 · 
1980 · 
1981 · 
1982 · 
1983 · 
1984 · 
1985 · 
1986 · 
1987 · 
1988 · 
1989 · 
1990 · 
1991 · 
1992 · 
1993 · 
1994 · 
1995 · 
1996 · 
1997 · 
1998 · 
1999 · 
2000 · 
2001 · 
2002 · 
2003 · 
2004 · 
2005 · 
2006 · 
2007 · 
2008 · 
2009 · 
2010 · 
2011 · 
2012 · 
2013 · 
2014 · 
2015 · 
2016 ·
2017 ·
2018 ·
2019 ·
2020 ·
2021 ·
2022 ·
2023 ·
2024 ·
2025